# Yliniitynjärvet (Gällivare socken, Lappland, 746449-172710)
Yliniitynjärvet är en sjö i Gällivare kommun i Lappland och ingår i Kalixälvens huvudavrinningsområde. Yliniitynjärvet ligger i Torne och Kalix älvsystem Natura 2000-område.